# Passiflora cremastantha
Passiflora cremastantha är en passionsblomsväxtart som beskrevs av Hermann August Theodor Harms. Passiflora cremastantha ingår i släktet passionsblommor, och familjen passionsblomsväxter. Inga underarter finns listade i Catalogue of Life.